# 梁村镇 (乾县)
梁村镇，是中华人民共和国陕西省咸陽市乾县下辖的一个乡镇级行政单位。

## 行政区划
梁村镇下辖以下地区：
梁村、令胡村、芝兰村、敏德村、塬上村、西堡子村、小曲村、槐家村、南郭村、中曲村、阡道村、大坡口村、代东村、朝王村、王寨村、西阳坊村、北郭村、代朝村和四窑村。